# Мацькова-Руда (гміна Краснополь)
Мацькова-Руда (пол. Maćkowa Ruda) — село в Польщі, у гміні Краснополь Сейненського повіту Підляського воєводства.
Населення — 250 осіб (2011).
У 1975-1998 роках село належало до Сувальського воєводства.

## Демографія
Демографічна структура станом на 31 березня 2011 року:
|          | Загалом | Допрацездатний вік | Працездатний вік | Постпрацездатний вік |
| -------- | ------- | ------------------ | ---------------- | -------------------- |
| Чоловіки | 116     | 18                 | 80               | 18                   |
| Жінки    | 134     | 21                 | 80               | 33                   |
| Разом    | 250     | 39                 | 160              | 51                   |